# Труден живот
„Труден живот“ (на италиански: Una vita difficile) е италианска драма от 1961 година на режисьора Дино Ризи с участието на Алберто Сорди, Леа Масари и Франко Фабрици.

## Сюжет
Силвио (Алберто Сорди) е италианец. Той и неговите спътници принадлежат на Италианското съпротивително движение и се борят срещу фашистите и нацистите. Те са на езерото Комо. Той е подпомогнат от Елена (Леа Масари), като прекарва три месеца, криейки се в мелница на дядо и. Те се влюбват. Силвио е идеалист, вероятно комунист, журналист. Той се връща във война.
Филмът обхваща историята на Италия от 1944 до 1960 г., от времето на бедността през Втората световна война до раждането на Италианската република, изборите и идеалите на Силвио на Италианската комунистическа партия, престоя му в затвора, разочарованието си, кризите му с Елена, неговите опити да публикува творбите си и да продаде филмовите си сценарии в „Чинечита“ на Алесандро Блазети, Силвана Мангано и Виторио Гасман (те играят себе си).

## В ролите
| Изпълнител      | Роля                           |
| --------------- | ------------------------------ |
| Алберто Сорди   | Силвио Маньоци                 |
| Леа Масари      | Елена Павинато                 |
| Франко Фабрици  | Франко Симонини                |
| Лина Волоняхи   | Амали Павинато, майка на Елена |
| Клаудио Гора    | Комисар Брачи                  |
| Антонио Чента   | Карло                          |
| Лоредана Нушияк | Джована                        |